# Heinrich Friedrich Franz Korte
Heinrich Friedrich Franz Körte (o Koerte) (17 de marzo de 1782 - 30 de enero de 1845) fue un naturalista, agrónomo alemán, y por treinta años profesor de Ciencias Naturales en la Academia de Agricultura en Möglin, que había sido fundada por Albrecht Daniel Thaer.

## Biografía
Nació en Aschersleben como segundo hijo de un rpedicador evangélico luterano. Su madre era sobrina del poeta Johann Wilhelm Ludwig Gleim. Su hermano William Körte (1776-1846), un historiador y albacea de Johann Wilhelm Ludwig Gleim.

## Algunas publicaciones
- Alexander Lips, Franz Körte. Über die Idee von Ackerbauschulen, 1808.

- Johann Christian Daniel von Schreber, Franz Körte Flora Erlangensis: Continens plantas phaenogamas circa Erlangam crescentes. Apud J. J. Palm, 1811.

- Franz Körte. Der Katholikometer: ein ... Instrument für den praktischen Forst- und Landmann, vermöge welchem er alle ... Aufgaben der praktischen Feldmesskunst lösen kann. 1815.

- Franz Körte. Was ist Humus, wie und auf welche Weise wirkt derselbe als ernährendes Mittel für die Pflanzen? 1818.

- Heinrich Friedrich Franz Körte (eds.) Möglinsche Annalen der Landwirthschaft, 1825-30.

- Johann Friedrich Ludwig Hausmann. Versuch einer geologischen Begründung des Acker- und Forstwesens. Translated from Latin by Franz Körte,[5] 1825.

- Franz Körte. Die Strich-, Zug- oder Wander-Heuschrecke: ihre Beschreibung, Vermehrung in jetzigen und frühern Zeiten, und die Mittel zu ihrer Vertilgung, Rücker, 1828.

- Franz Körte. Chemische Blatter zusammengestellt behufs seiner Vorlesungen tlber den anorganischen Theil der Agriculturchemie. Berlín, 1845

## Honores

### Membresías
- Royal Society

### Eponimia
- (Lamiaceae) Mentha korteana Boenn. ex Steud.[6]
- La abreviatura «Körte» se emplea para indicar a Heinrich Friedrich Franz Korte como autoridad en la descripción y clasificación científica de los vegetales.[7]